# رابنشتاین
رابنشتاین (به آلمانی: Rabenstein/Fläming) یک شهر در آلمان است که در پوتسدام-میتلمارک واقع شده‌است. رابنشتاین ۹۰۲ نفر جمعیت دارد.